# سینا سرلک
سینا سرلک (زادهٔ ۶ آبان ۱۳۶۱ در الیگودرز)، خوانندهٔ موسیقی پاپ و سنتی است. وی مدتی خوانندهٔ ارکستر ملی ایران به رهبری فرهاد فخرالدینی بود. علاوه بر آن، زمانی که نادر مشایخی به‌عنوان رهبر در ارکستر سمفونیک تهران فعالیت داشت، با این ارکستر همکاری می‌کرد. وی همچنین در ارکستر پایور و ارکستر ملل نیز فعالیت داشته‌است.

## زندگی حرفه‌ای
وی موسیقی را از دوران کودکی زیر نظر پدرش بهرام سرلک که یکی از استادان موسیقی و هنر استان لرستان است و با ملودی‌های محلی بختیاری (موسیقی لری) آغاز کرد. در هفت سالگی در سریال تلویزیونی «شاخهٔ طوبی» که از شبکهٔ یک سیما پخش می‌شد، ترانه‌ای محلی خواند. پس از آن به‌صورت جدی به فراگیری موسیقی پرداخت. ساز تنبک را در شهرستان الیگودرز و با حسن رضایی شروع کرد و برای تکمیل به اصفهان آمد و از آموزه‌های جمشید محبی استفاده کرد و سپس به مدت شش سال نزد ناصر فرهنگ‌فر بود. او در چندین دورهٔ جشنواره موسیقی فجر مقام اول آواز و تنبک را کسب کرد. بعد از مدتی از سوی قربان سلیمانی به محمدرضا شجریان معرفی شد و به مدت هشت سال ردیف‌های آوازی و تکنیک‌های صداسازی را از او آموخت. در کنار آواز و تنبک، مدتی هم نزد کیوان ساکت تار آموخت. وی در اسفند ماه سال ۱۳۸۲ از طرف سازمان ملی جوانان به‌عنوان جوان نمونه در حوزهٔ هنر انتخاب شد.

## ترانه‌شناسی

### آلبوم‌ها
- ۱۳۸۸ راه و ماه
- ۱۳۸۸ بیگاه
- ۱۳۸۸ یکیست
- ۱۳۸۸ رومی ۲
- ۱۳۸۸ چشم‌هایم تیام (به گویش بختیاری)
- ۱۳۸۹ پری‌چهره
- ۱۳۸۹ فرزند ایران
- ۱۳۸۹ افسانهٔ عشق
- ۱۳۸۹ منطق عشق
- ۱۳۸۹ فکر و فریاد
- ۱۳۹۰ بوی مهر
- ۱۳۹۱ فردای دگر
- ۱۳۹۱ ظهیر (عاشقانهٔ لیلی و مجنون)
- ۱۳۹۱ موج سودا
- ۱۳۹۱ کوک کولی
- ۱۳۹۱ رومی ۳
- ۱۳۹۲ بی منت می
- ۱۳۹۲ کی می‌رسد باران؟
- ۱۳۹۳ اشکی در گذرگاه تاریخ
- ۱۳۹۳ زیر باران
- ۱۳۹۳ جرس
- ۱۳۹۴ دلبر طناز
- ۱۳۹۴ جرس
- ۱۳۹۵ در بند تو آزادم
- ۱۳۹۷ مجنون زمانه

## جوایز و نامزدی‌ها
- نامزد دریافت تندیس حافظ بهترین خواننده ترانه تیتراژ در نوزدهمین جشن حافظ برای مجموعه تلویزیونی حوالی پاییز ۱۳۹۸

## مهاجرت
در تاریخ ۱۸ مرداد ۱۴۰۰ سینا سرلک در شبکه اجتماعی اینستاگرام، خبر از مهاجرت خود به آمریکا می‌دهد و برای مردم سرزمینش بهترین‌ها را آرزو می‌کند.

## حواشی
در سال ۱۳۹۶ در پی شکایت اردلان سرفراز از سینا سرلک به دلیل اجرای قطعهٔ برخیز، دادگاه بدوی کیفری تهران وی را به دو سال حبس تعزیری محکوم کرد. این ترانه سرودهٔ سرفراز است و پیش از این با نام محتاج توسط ابی خوانده شده بود. سرلک این ترانه را در مجموعهٔ نمایش خانگی شهرزاد بازخوانی کرده‌است. اما درنهایت با توجه به عذرخواهی رسمی سینا سرلک و دو خوانندهٔ دیگر اردلان سرفراز رضایت داد و پرونده مختومه شد.